# Conrad Findlay
Conrad Francis Findlay –conocido como Conn Findlay– (Stockton, 24 de abril de 1930-San Mateo, 8 de abril de 2021) fue un deportista estadounidense que compitió en remo y vela (clase Tempest).
Participó en cuatro Juegos Olímpicos de Verano entre los años 1956 y 1976, obteniendo cuatro medallas, dos de oro y una de bronce en remo y una de bronce en vela.

## Palmarés internacional
| Juegos Olímpicos | Juegos Olímpicos      | Juegos Olímpicos  | Juegos Olímpicos |
| Año              | Lugar                 | Medalla           | Prueba           |
| ---------------- | --------------------- | ----------------- | ---------------- |
| 1956             | Melbourne (Australia) | Medalla de oro    | Dos con timonel  |
| 1960             | Roma (Italia)         | Medalla de bronce | Dos con timonel  |
| 1964             | Tokio (Japón)         | Medalla de oro    | Dos con timonel  |

| Juegos Olímpicos | Juegos Olímpicos  | Juegos Olímpicos  | Juegos Olímpicos |
| Año              | Lugar             | Medalla           | Clase            |
| ---------------- | ----------------- | ----------------- | ---------------- |
| 1976             | Montreal (Canadá) | Medalla de bronce | Tempest          |